# Warder (woreda)
Pour les articles homonymes, voir Warder et Werder.
Warder ou Werder (en somali : Wardheer) est un woreda de l'est de l’Éthiopie situé dans la zone Dollo de la région Somali. Ce district a 58 035 habitants en 2007 et porte le nom de son chef-lieu. Les woredas Daratole et Lehel-Yucub s'en détachent récemment mais le district s'agrandit en même temps principalement vers le sud-est.
Le woreda Warder occupe le sud de la zone Dollo au contact de la Somalie et de la zone Korahe. Son chef-lieu, la ville de Warder, se trouve environ 140 km à l'est de Kebri Dahar.
| Marsin, Goglo | Daratole | Danot     |
| Lehel-Yucub   | Warder   | Geladin   |
| Shilabo       |          | (Somalie) |

Le recensement national de 2007 y fait état d'une population de 58 035 habitants dont 16 % de citadins qui sont les 9 211 habitants du chef-lieu.
Presque tous les habitants sont musulmans.
En 2022, la population est estimée sur le même périmètre à 85 005 personnes avec une densité de population de onze personnes par km2 et 9 214 km2 de superficie.
Entre-temps, malgré le transfert de 993 km2 à Daratole et de 2 761 km2 à Lehel-Yucub, le woreda Warder atteint 10 470 km2 au début des années 2020 ce qui représente un agrandissement de l'ordre de 5 000 km2 par rapport à 2007. Les cartes récentes montrent en particulier l'extension notable de Warder vers le sud-est au détriment de Geladin,. 